# Одна ночь в Пэрис
«Одна ночь в Пэрис» (англ. 1 Night in Paris, игра слов: название также можно перевести как «Одна ночь в Париже») — порнографический фильм из разряда домашнего видео, демонстрирующий одну ночь из сексуальной жизни Пэрис Хилтон и её приятеля Рика Саломона. Фильм снят в одном из отелей Лас-Вегаса, поэтому слово Paris следует понимать именно как Пэрис.

## Обстоятельства
Фильм появился незадолго до выхода реалити-шоу «Простая жизнь», в котором Пэрис Хилтон дебютировала на ТВ, и сразу вызвал сенсацию. После заявления Пэрис о том, что она была не в себе и не осознавала ничего из происходившего на плёнке, Рик Саломон подал на неё в суд за клевету. Хилтон предъявила встречный иск по поводу выхода видео. Однако в июле 2005 дело было прекращено. Согласно заявлениям Хилтон получила 400 000 долларов, а также процент с продаж записи. Однако позднее, в интервью журналу GQ Пэрис заявила, что не получала ни цента от записи. «Это грязные деньги и Саломон должен отдать их в помощь жертвам сексуального насилия или куда-нибудь ещё».
DVD-диск выпущен компанией Red Light District, занимающейся производством и распространеним порнографического видео, и может быть легально приобретён. Кроме того, в сети Интернет по-прежнему вращается множество нелегальных копий как с DVD-диска, так и с оригинальной записи.

## Сюжет
Логически фильм разбивается на несколько частей, к каждой из которых Рик Саломон вначале даёт небольшие комментарии.
В начале первой части (в ночном режиме) камеру держит Пэрис Хилтон, позже её берёт Рик, затем камера жёстко фиксируется. Эта часть самая продолжительная по времени. Присутствуют оральный секс и проникновение. Вторая часть называется «Ванная комната в отеле» и снята в цвете. Показывается Пэрис в нижнем белье в ванной комнате. Третья часть (тоже в цвете) демонстрирует куннилингус Рика, затем пара перебирается на постель. В четвёртой, заключительной, части показываются оральные ласки Пэрис.

## Художественные особенности
Большая часть фильма снята в режиме ночной съемки, используя инфракрасные лучи. Подобный способ даёт монохромную картинку с сильной зернистостью. В таком режиме сняты наиболее откровенные части, в том числе вагинальное проникновение. Менее вызывающие части (Пэрис в нижнем белье, комментарии Рика) сняты в обычном цвете.

## Награды
AVN Awards 2005:
- Best Selling Title of the Year (Лидер продаж)
- Best Renting Title of the Year (Лидер года по прокату)
- Best Overall Marketing Campaign — Individual Project.